# IC 4718
IC 4718 ist eine Spiralgalaxie vom Hubble-Typ Sb im Sternbild Pfau am Südsternhimmel. Sie ist schätzungsweise 167 Millionen Lichtjahre von der Milchstraße entfernt.
Das Objekt wurde am 14. September 1901 von DeLisle Stewart entdeckt.